# Francesco Maria Nigrisoli
Francesco Maria Nigrisoli est médecin italien né à Ferrare le 17 août 1648, et mort dans la même ville le 10 décembre 1727 .

## Biographie
Francesco Maria Nigrisoli est le fils de Girolamo Nigrisoli, philosophe et médecin qui est mort en 1689 dans sa 69e année. Comme son père, il a été reçu docteur en médecine de l'université de Ferrare. Il est ensuite appelé à Comacchio comme premier médecin de la ville où il est resté pendant trois ans.
De retour à Ferrare, il a été chargé de faire les dissections anatomiques , puis remplit successivement les chaires de professeur en médecine théorique et en médecine pratique de l'université de Ferrare. Les travaux de Dell'anatomia chirurgica delle glandole (1681 - 1682) et Febris china chinae expugnata (1687) sont liés à cette activité.
Dans les Considerazioni intorno alla generazione de' viventi e particolarmente de' mostri (Ferrare, 1712), il a abordé la question de la génération en prenant parti contre une présentation mécaniste des phénomènes vitaux et à la nature plastique théorisée par Ralph Cudworth. Il a été ensuite nommé premier professeur de philosophie.

## Publications
- Dell'anatomia chirurgica delle glandole di Francesco Maria Gilio, da Pasaro, chirurgo primario di Commacho, Parte 1, Ferrare, 1681. Parte 2, Ferrare, 1682. Bien que le nom soit Gilio, il est bien de Nigrisoli.
- Ad anchoram sauciatorum Joan. Cornelii Weeber observationes a medico ferrariensi habitæ, Ferrare, 1687
- Febris China Chinæ expugnata ; seu illustrium aliquot virorum opuscula quæ veram tradunt methodum febres China Chinæ curandi : Collegit Medicus Ferrarensis, Ferrare, 1687. Il a supprimé son nom dans cette édition et l'a rétabli dans l'éditions suivante, en 1700. Nigrisoli utilise des extraits de quatre ouvrages français tirés du Zodiacus Medico-Gallicus de Nicolas de Blegny.
- Anonymi tractatus varii de morbis ad recentiorem mentem cincinnati, nunc primum in unum collecti, notulis aucti, & publici juris facti, Ferrare, 1690.
- Observatio de tribus monstris, publié dans le Journal de Parme, en 1690.
- De charta ejusque usu apud Antiquos, insérée dans le 3e volume de Galleria di Minerva, p. 246-260.
- Considerazioni intorno alla generazione de’ viventi e particolarmente de’ mostri fatte dal dottore Francesco Maria Nigrisoli, e da lui scritte al sig. dottor Dionisio Andrea Sancassani, Ferrare, presso Bernardino Barbieri, 1712.
- Parere del Dottor' Fran. Maria Nigrisoli intorno alla corrente epidemia  degli animali bovini, Ferrare, 1713.
- De onocrotalo exercitatio subcesiva, Ferrare, 1720.
- Pharmacopea ferrariensis prodomus, seu determinationes & animadversiones circa plurium medicamentorum compositionem, habitæ à Franc. Maria Nigrisoli, & ab eodem traditæ pharmacopæis ferrariensibus, ea occasione, qua in primo quadrimestri anni 1723. uti Prior almi medicorum  ferrariensium collegii, pharmacopolia intra civitatem posita visitavit, Ferrare, 1723.
- Consigli medici molti nella volgar lingua italiana, altri nell' idioma latina, Ferrare, 1726.